# Modernisme
Pour les articles homonymes, voir Modernisme (homonymie).

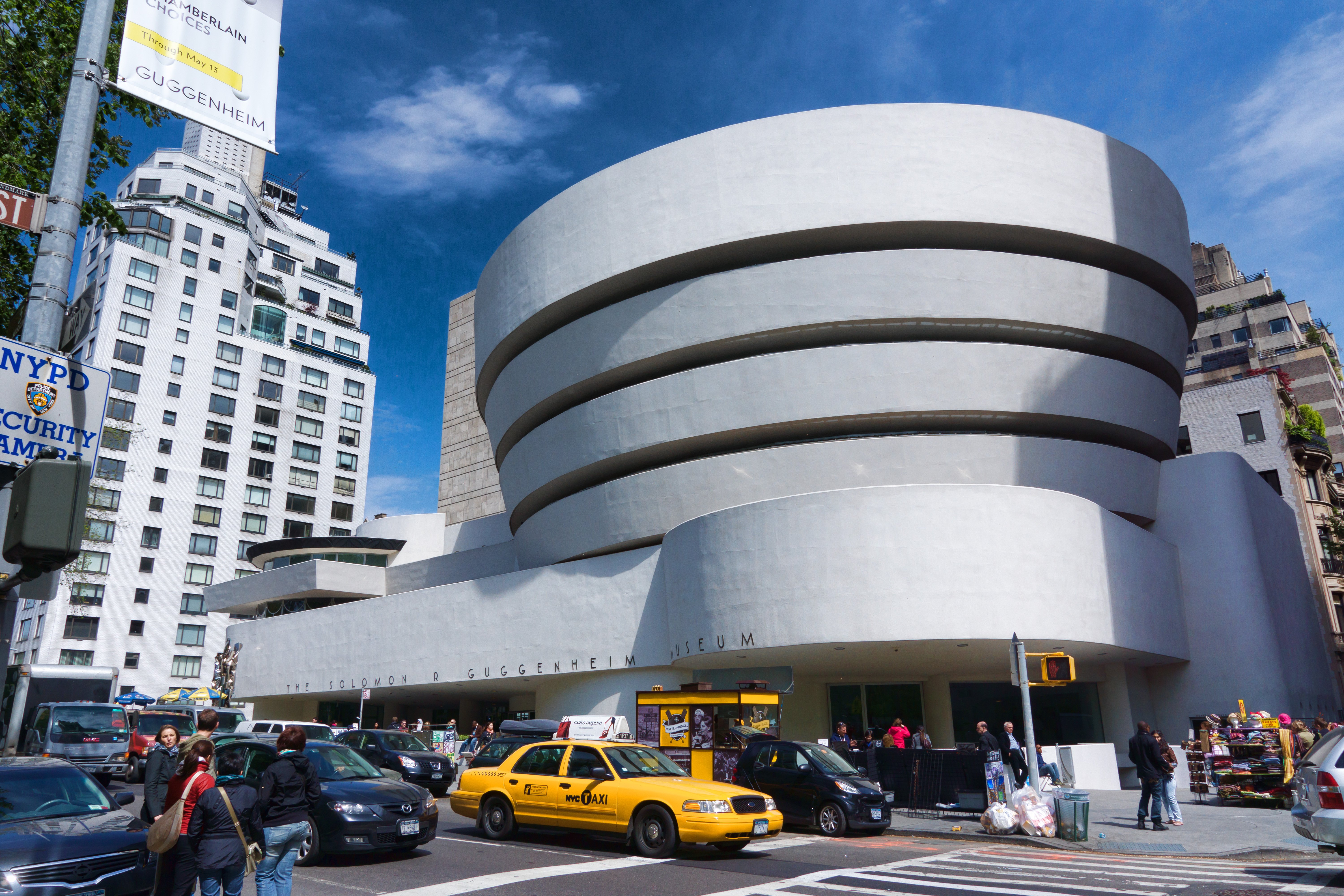
Musée Solomon-R.-Guggenheim dessiné par Frank Lloyd Wright et terminé en 1959.

Le modernisme est un courant spécifique à l'art du XXe siècle qui trouverait son apogée au moment de la Première Guerre mondiale ou dans les années suivantes et qui prendrait fin dans les années 1930 ou dans les années 1950 et même plus tard. On passerait alors du modernisme au postmodernisme. Le mot « modernisme » utilisé surtout dans les années 1960 désigne rétrospectivement cette période.
Le modernisme est pris alors dans un sens restreint, mais la notion de modernisme recouvre un ensemble de mouvements culturels ayant animé les sociétés occidentales de la fin du XIXe siècle au milieu du XXe siècle, dans les domaines de l'art, de la photographie, de l'architecture, de la musique, de la littérature et du catholicisme (voir la crise moderniste et la Nouvelle Théologie).

## Définition et vue d'ensemble
Le modernisme est un mouvement artistique et culturel majeur des débuts du XXe siècle, qui a marqué la littérature, les arts visuels, la musique, et s’est étendu à des domaines tels que la philosophie, la politique, l'architecture et les questions sociales. Caractérisé par une recherche d’innovation et de rupture avec les conventions établies, le modernisme valorise l'expérimentation formelle, l’abstraction et la subjectivité. Ce courant traduit une perception croissante d'aliénation face aux normes morales et sociales, et exprime un désir de transformer les modes de vie et les interactions au sein des sociétés modernes.
Les œuvres modernistes se démarquent par un rejet des structures narratives et stylistiques classiques, favorisant des formes fragmentées, souvent non linéaires, qui reflètent une vision complexe et fragmentée de la réalité. Dans le domaine littéraire, les auteurs ont exploré les flux de conscience et les perceptions intérieures, tandis que dans les arts visuels, des artistes ont repoussé les limites de la représentation figurative en faveur de l’abstraction. En musique, des compositeurs ont introduit des harmonies atonales et des structures rythmiques irrégulières, rompant avec les traditions du XIXe siècle.
Le modernisme est également une réponse aux bouleversements sociaux et politiques de son époque, comme la Première Guerre mondiale, l'urbanisation rapide et la montée de l'industrialisation. De nombreux penseurs modernistes voyaient ces changements comme signes de désillusion et de déshumanisation croissante, et leur travail aspirait à redéfinir les modes d’interaction humaine et de vie collective.